# Abuela Bondad
La Abuela Bondad (Merci Bondad) es una supervillana ficticia, perteneciente a la raza de los Nuevos Dioses, publicado por DC Comics.
Abuela Bondad hizo su primera aparición cinematográfica en Zack Snyder's Justice League (2021).

## Historial de publicaciones
Siguiendo el modelo de Phyllis Diller Abuela Bondad apareció por primera vez en Mister Miracle #2 (mayo de 1971 ) y fue creada por Jack Kirby.

## Biografía del personaje ficticio
Abuela Bondad no comenzó como uno de los residentes de alto nivel de Apokolips, sino que era una "humilde" campesina y considerada de la "escoria" del planeta, que fue brutalmente oprimida. Fue raptada de sus padres en su juventud y entrenada para ser una perro de guerra de Darkseid (una soldado de élite). Una parte de su entrenamiento fue entrenar a su perro; Bondad le puso el nombre de Misericordia (Mercy). A través del combate y el entrenamiento, estaban muy unidos. Como paso final en su iniciación como "Sabueso", se le dijo que matara a su querida mascota. En cambio, ella asesinó a su entrenador por pedirle esto. Cuando Darkseid le preguntó por qué asesinó a su superior, ella le respondió que si "hubiese hecho lo contrario le habría robado a mi señor una presa muy valiosa", pero ante todo, le había dicho a Misericordia que obedeciera primero a Darkseid. Probando esto, Darkseid le ordenó a Misericordia que matara a Godness. Misericordia atacó a Bondad, forzando a Bondad a matar a su mascota. Darkseid entonces quedó impresionado, diciéndole a Godness que se había graduado con honores. "Has entrenado a Misericordia tan bien en mi nombre que tal vez harás tan bien entrenando a otros cuya ciega obediencia necesitaré algún día"."
Darkseid hizo que Godness liderara las instalaciones de entrenamiento de los soldados de élite, donde utilizaría el lavado de cerebro y la tortura como el mecanismo para formar a sus soldados y que fuesen fieles a Darkseid. Esto sería interpretado como una forma de parodia brutal acerca del cuidado infantil, para convertir a los inocentes en guerreros fanáticos dispuestos a matar o morir por la gloria de Darkseid. Desde que la guerra entre Apokolips y Nuevo Génesis por primera vez a la Tierra, Abuela Bondad a menudo había dirigido los orfanatos de los terrícolas en busca de guerreros potenciales para Darkseid."
En Apokolips, Abuela dirige el "orfanato", y es la jefa de las Furias Femeninas. También crio a Scott Free, el hijo de Highfather de Nuevo Génesis cuando fue intercambiado por el hijo de Darkseid, Orión, cuando estos firmaron un tratado de paz para dar por finalizada la guerra entre ambos mundos. Scott Free (conocido como Mister Miracle) se convirtió en el primer niño en lograr escapar exitosamente de uno de sus orfanatos.
En el último número de la miniserie Amazons Attack!, se reveló que Abuela Bondad se había hecho pasar por la diosa Atenea tras haber manipulado a las amazonas al incitarlas a la guerra. Le dice a Hipólita que fue una prueba de que las amazonas habían fallado. Abuela también aparece en las páginas de Countdown, como Atenea, donde se la ve utilizando los centros de las amazonas para poder reclutar a nuevas guerreras para su ejército. También logró encerrar y contener a los Dioses del Olimpo, cuando los hizo prisioneros. Después de que los dioses fuesen liberados por Mary Marvel, Holly Robinson y Harley Quinn, encuentran una cámara Apokolíptica donde Abuela es atacada y asesinada por Infinity-Man.
Sin embargo, posteriormente se reencarnaría de nuevo en la Tierra, junto al resto de sus compañeros Nuevos Dioses de Apokolips que habían sido asesinados anteriormente por el Infinity-Man, como miembro del bar conocido como Boss Dark Side Club. Aunque en su nuevo cuerpo reencarnado, Black Alice destruye a Abuela de nuevo, siendo un asunto de las Birds of Prey. Mientras que ocurría en paralelo a los acontecimientos de Crisis Final, toma el cuerpo de la Linterna Alfa, Krakeny lo usa para atacar a John Stewart y encarar a Hal Jordan para combatirlo. Mientras ella es descubierta por Batman, lo domina fácilmente y lo trae de regreso a la fábrica del mal que se encuentra debajo de la ciudad de Blüdhaven, donde es encerrado en un dispositivo de tortura. Más adelante, Glorious Godfrey (disfrazado como el reverendo Godfrey), anuncia que Abuela Bondad está lista para conquistar el planeta Oa desde dentro a nombre de Darkseid, donde probablemente establecería ser la favorita entre los miembros de la Elite de Darkseid.
El intento de invasión de Abuela contra la estructura de poder de Oa termina hiriendo a un Guardián, en la derrota de Hal Jordan, y el descubrimiento del escondite de la batería de poder del planeta y de una fuerza de asalto del Green Lantern Corps que fue enviada a la Tierra. Después de que Hal Jordan fuese detenido, se lo llevan para que lo examinen. Su destino después de Crisis Final sería incierto o desconocido.

### Los Nuevos 52/DC: Renacimiento
Con el reinicio de la continuidad del Universo DC, Abuela Bondad aparecería dentro de las páginas del cómic General Mills Presents: Justice League #8 (2013), escrito por Joshua Williamson y Dan Jurgens, en la historia titulada "Walking on Fire", aunque no está considerada historia canon del Universo DC. Sin embargo, en la continuidad del Universo DC, fue en las páginas del cómic de Infinity-Man and the Forever People Vol. 1 #8 donde tiene un cameo, cuando se encuentran a bordo de una nave que se encuentra orbitando una estrella, donde aparecen junto a unas guerreras inconscientes que habían atacado previamente a los Forever People, y que habían sido llevadas a la nave, donde Abuela decide llevárselas para enlistarlas a las tropas en Apokolips.
Más adelante, Abuela Bondad y las demás furias femeninas reaparecerían en las páginas del cómic de Superman en la etapa DC: Renacimiento, protagonizando la historia Imperium Lex, en la que Abuela Bondad y sus furias están en guerra contra Kalibak y otros sirvientes de Darkseid (este último ausente denido a los acontecimientos de la Guerra de Darkseid y es antagonista de las páginas de Wonder Woman), donde Abuela Bondad es derrotada junto a los demás puesto que impera la anarquía en Apokolips debido a la ausencia de Darkseid.

## Poderes y habilidades
La Abuela Bondad es funcionalmente inmortal, posee gran fuerza y resistencia sobrehumana. Es sorprendentemente robusta y teniendo en cuenta su edad, aún puede levantar varias toneladas con facilidad y soportar la mayoría de los ataques físicos y de energía; además es bastante buena en el combate cuerpo a cuerpo. En su juventud fue una de las mejores y más leales guerreras al servicio de Darkseid. Como miembro de la Elite de Darkseid, la Abuela Bondad tiene acceso libre a diversos armamentos con tecnología super avanzada; en combate usualmente usa la mega-vara. Además, es una gran líder y estratega militar encargada de comandar a los soldados entrenados en sus orfanatos, incluidas las tropas aéreas, que viajan en aero-discos voladores; a la infantería blindada; y a miembros de la fuerza especial que poseen poderes especiales y que manejan armas mortíferas. Entre sus pupilos más relevantes se encuentran Mister Miracle, Big Barda, Kanto, Virman Vundabar y las furias femeninas.

## Otras versiones
- Ella es vista en las páginas de los cómics de la Liga de la Justicia, en la historia de Rock of Ages, un futuro alternativo donde Darkseid ha conquistado la Tierra. Se ha fusionado con los sistemas de una Caja Madre, creando una Gran Caja Abuela. Como su principal arma ofensiva, se teletransporta y dispara energía a sus adversarios. En última instancia, es destruida por la futura Wonder Woman, que se sacrifica con su propia vida en batalla.[16][17]
- La maxiserie limitada Siete Soldados[18] de Grant Morrison, después de que la victoria de Darkseid sobre Nuevo Génesis destruyese ambos planetas, Abuela se reinventó a sí misma. Ahora aparecería como la señora de un burdel con sus furias como prostitutas, y es una mujer negra y obesa. Con este disfraz, esperaba seducir al nuevo Mister Miracle (Shilo Norman) para llevárselo a Darkseid. Una versión idéntica de Abuela apareció en las páginas de Birds of Prey Vol. 1 #118 y posteriormente en las páginas de Countdown), trabajando en el Dark Side Club.
- En la línea Amalgam Comics Granny se fusionó con el personaje de Marvel, Agatha Harkness para convertirse en Abuela Hawkness, seguidora de Thanoseid (una amalgama de Thanos y Darkseid).

## Apariciones en otros medios

### Televisión
- Granny Goodness aparece en Superman: The Animated Series, con la voz de Ed Asner, en los episodios titulados, "Apokolips... ¡Ahora !, Parte 1", "Little Girl Lost" y "Little Girl Lost parte 2". Asner repite su papel de Granny Goodness en el episodio de Liga de la Justicia Ilimitada, aparece en el episodio titulado, "The Ties That Bind", así como en otros episodios como Alive!, y "Twillight".
- Abuela Bondad hace una aparición especial en el episodio de la serie de televisión Legion of Super Heroes en el episodio "Alianzas antinaturales", así como en el episodio "historia de la hora de dormir" dentro de la saga de Imperiex.
- En el final de Smallville de la temporada 9, aparece una misteriosa anciana, a quien los créditos figuran como Abuela Bondad, interpretada por Nancy Amelia Bell. El personaje reaparece en la temporada 10,[19] momento en el que Christine Willes asumió el papel, interpretándolo durante el resto de la serie.[20] En los episodios Abandoned, Profecía, y en el episodio final de la serie.
- Granny Goodness aparece en la serie web DC Super Hero Girls, con la voz de April Stewart. Ella aparece como la bibliotecaria de Super Hero High. En el especial de televisión DC Super Hero Girls: Super Hero High, se revela que Granny es una guerrera de Apokolips, y convoca a las Furias Femeninas a través de un Boom Tube para ayudar a apoderarse de la escuela en un intento de permitir que Darkseid conquiste la Tierra. Granny finalmente es derrotada junto a las Furias y enviada a Belle Reve.
- Abuela Bondad también aparece en la serie animada Justice League Action, en el episodio titulado "Superman's Pal, Sid Sharp", con la voz de Cloris Leachman.
- Abuela Bondad aparece como uno de los principales antagonistas en Young Justice: Outsiders, con la voz de Deborah Strang.
- Abuela Bondad aparece en el episodio de Harley Quinn, "Inner (Para) Demons", con la voz de Jessica Walter. Cuando Harley Quinn y su tripulación llegan a Apokolips para obtener un ejército Parademons para combatir al DPGC, Abuela se enfrenta al primero en una pelea, solo para ser asesinada por el Doctor Psycho.

### Película
- Ed Asner retoma su papel de Abuela Bondad en la película de animación directa a video Superman/Batman: Apocalypse.[21]
- Una versión de un universo alterno de Abuela Bondad aparece en la película de animación Liga de la Justicia: Dioses y monstruos, con la voz de Khary Payton. Donde aparece en un flashback casando a Bekka con Orión.
- Abuela Bondad aparece brevemente en Zack Snyder's Justice League (2021).
- Abuela Bondad es la antagonista principal de la película New Gods, dirigida por Ava DuVernay.[22]

### Videojuegos
- Abuela Bondad aparece en DC Universe Online, con la voz de Lainie Frasier. Ella aparece junto a otros Nuevos Dioses para ayudar en los planes de Darkseid.
- Abuela Bondad aparece en Lego DC Super-Villains, con la voz de Diane Delano.[23]